# Charming Junkie
Charming Junkie (jap. 悩殺ジャンキー Nōsatsu Junkie) ist eine Manga-Serie der japanischen Zeichnerin Ryoko Fukuyama. Sie lässt sich dem Shōjo-Genre zuordnen.

## Handlung
Die Hauptpersonen sind Naka Kaburagi und das Topmodel Umi Kajiwara. Naka, die zwar eigentlich sehr hübsch ist, aber das Ganovenlächeln ihrer Eltern geerbt hat, kriegt von ihrem Schwarm eine Abfuhr erteilt, da dieser ein „Umi-Maniac“ ist und sagt, Nakas Gesicht würde ihm Angst machen. Naka, die sich rächen will, fasst den Plan, Umi das Geheimnis ihres Lächelns zu entlocken und auf die Cover aller Magazine zu kommen. Sie macht Umis Agentur ausfindig und wird trotz ihres Gesichts angenommen, doch nicht ohne Grund: Sie findet Umis Geheimnis heraus: Diese ist nämlich gar kein süßes Mädchen, sondern ein Junge. Die beiden machen einen Deal aus: Naka hält dicht, dafür besorgt Umi ihr Aufträge. Die beiden kriegen sich immer wieder in die Haare, freunden sich aber doch langsam an. Später verliebt Naka Kaburagi sich auch in Umi. Sie werden schließlich ein Paar.

## Charaktere

### Naka Kaburagi
Naka ist eigentlich sehr süß, wenn sie nicht nervös ist und nicht lächelt. Wenn sie das nämlich tut, denken alle an den Serienmörder, der letztens im Fernsehen gezeigt wurde oder auf Steckbriefen zu sehen war. Wegen ihrer vererbten Ganovenvisage bekommt sie einen Korb von ihrem Sempai, nachdem sie nach sieben Monaten unerwiderter Liebe, ihm ihre Liebe gestanden hat. Nur sie, Ikue und die Chefin der Agentur „Junk“ wissen von Umis Geheimnis.

### Umi Kajiwara
Umi ist sehr erfolgreich, weil er so makellos lächelt. Er modelt als Mädchen, was daran liegt, dass er früher für seine nervöse Nachbarin unfreiwillig eingesprungen ist. Diese stand nämlich beim ersten Shooting so unter Druck, dass sie abgehauen ist. Ihn trifft der Schlag, als Naka herausfindet, dass er in Wirklichkeit ein Junge ist. Er versucht sie mit vielen Modelverträgen zum Schweigen zu bringen. Das heißt allerdings nicht, dass er sie gut behandelt, im Gegenteil: er schlägt, tritt und behandelt sie wie einen Knecht. Er ist der Schülersprecher und hat super Noten, obwohl er immer schwänzt. Langsam aber sicher erkennt er, dass er in Naka verliebt ist. Doch es kommt zu weiteren Verwicklungen.

### Ikue Tsutsumi
Ikue ist ein preisgekrönter Nachwuchskameramann, der im ersten Band während eines Castingscamps auf Umis Geheimnis kommt. Er liebt Erdbeeren und ernährt sich demnach auch nur von Produkten, in denen diese enthalten sind. Im zweiten Band ist er noch 17, im dritten allerdings schon 18. Er ist Oberschüler und hat eine Ex-Freundin, die auf die Morizono, Nakas und Umis Schule, ging. Er ist derjenige, der es schafft, zum ersten Mal schöne Bilder von Naka zu machen und verliebt sich dann auch in diese.

### Azu Nagafuji
Ein neuer Star in der Modelbranche. Sie tritt im dritten Band auf und scheint in Tsutsumi verliebt zu sein, da sie auf Naka eifersüchtig ist, weil Tsutsumi fast nur noch sie fotografiert. Ihr Vater ist Chef von Tsutsumis Agentur, bei der sie auch arbeitet, und hat gute Kontakte, was ihr ermöglicht jedes Vorsprechen zu gewinnen. Sie war ab ihrem 4. Lebensjahr in Frankreich und hat deshalb einen starken Akzent. Sie geht auf dieselbe Schule wie Tsutsumi.

### Mihane Nagafuji
Sie ist die Schwester von Azu Nagafuji, sie geht in die zweite Klasse der Oberstufe und war zwei Jahre lang das Image-Model von der Marke „Heki“, bei der Umi nach einem Tag rausgeschmissen wurde. Mihane ist selbst ausgestiegen, kurz nachdem ihr Ex-Freund Ikue Tsutsumi Fotograf wurde. Nach einer langen Pause fing sie wieder an zu modeln und wurde die Partnerin von Umi.

## Veröffentlichungen
Der Manga erschien in Japan von 2003 bis 2008 in Einzelkapiteln im Manga-Magazin Hana to Yume. Der Hakusensha-Verlag brachte diese Einzelkapitel auch in 16 Sammelbänden heraus. Die Bände verkauften sich in Japan jeweils etwa 50.000-mal.
Charming Junkie wurde auf Deutsch von der Juli- bis zur September-Ausgabe 2006 im Manga-Magazin Daisuki veröffentlicht. Die Serie erschien ab Oktober 2006 im Label Daisuki präsentiert bei Carlsen Comics auch in Sammelbänden. Alle 16 Bände sind erschienen. Tokyopop veröffentlichte die Serie in den USA und Tong Li in Taiwan.

## Hörspiel-Adaption
Als Beilage zum Mangazin Hana to Yume erschien eine Hörspiel-CD auf Basis des Mangas.